# N-145
La N-145 és una carretera de titularitat estatal que forma part de la Xarxa de Carreteres del Pirineu i que té una longitud de 9,7 quilòmetres que transcorre per la comarca de l'Alt Urgell, paral·lelament al Riu Valira. Uneix la població de la Seu d'Urgell amb Andorra a través de la duana de la Farga de Moles.
Pertany al grup de carreteres catalanes que no han estat traspassades a la gestió de la Generalitat de Catalunya, i en manté la titularitat el govern espanyol, a través del Ministerio de Fomento, com la resta de carreteres que tenen la lletra N en el seu nom.
Inicia el seu recorregut en l'enllaç amb la carretera N-260 (Eix pirinenc) al costat de la població de La Seu d'Urgell. Travessa les poblacions d'Anserall i la Farga de Moles, finalitzant el seu recorregut a la confluència del Riu Runer amb el Valira. La seva continuació, en territori andorrà, rep el nom de CG-1. Al final de la N-145 i abans de la CG-1, s'ha de travessar la Frontera en forma de duana, la primera rep el nom de Duana de la Farga de Moles, a càrrec de moment de la Guàrdia Civil i la segona rep el nom de Frontera Andorrana (Riu Runer) a càrrec del Cos de Policia d'Andorra.
Suporta un trànsit de 14.000 vehicles diaris, que pot enfilar-se fins a més de 20.000 els dies de cap de setmana i els festius.

## Obres de millora
L'any 2013 van finalitzar les obres de millora de la N-145. Aquestes obres van consistir en asfaltar una part de la carretera, la construcció d'un fals túnel per prevenir la caiguda de roques a prop de la duana i la construcció del Túnel del Bordar a l'alçada d'Anserall. Amb la construcció d'aquest últim túnel s'ha millorat i renovat els accesos a Anserall. El Túnel del Bordar té 356 metres de longitud i més de 20 metres de fals túnel en cada boca. L'interior del túnel té una capacitat per a tres carrils, si bé només n'hi ha dos, un per a cada sentit, amb separació de seguretat al mig. Les obres han tingut un cost de 27,6 milions d'euros, un 10% per sobre del pressupost inicial. El projecte s'ha allargat el doble del temps previst: va començar el 2009 i s'havia d'haver acabat el 2011, quan realment van finalitzar l'any 2013.

### Desdoblament de la N-145
Anys abans de començar aquestes obres, el Ministeri de Foment havia aprovat la construcció d'una autovia amb la intenció de desdoblar la carretera. Això va ser després d'anys de reivindicació des del territori i els diversos ajuntaments. Al final, però, només es va construir el Túnel del Bordar i el Govern Espanyol no va donar cap explicació sobre la causa. Més tard, la Generalitat de Catalunya en va reclamar la titularitat per a desdoblar-la i millorar-la però des del govern central s'hi van negar i s'hi neguen sistemàticament.

## Traçat
| Tipus de sortida | Direcció                                       | Carretera que hi enllaça                                                  | Qm  |
| ---------------- | ---------------------------------------------- | ------------------------------------------------------------------------- | --- |
| Sortida          | La Seu d'Urgell, Puigcerdà / Adrall            | N-260 C-14                                                                | 0   |
| Túnel            | Túnel del Bordar                               |                                                                           | 2   |
| Sortida          | Anserall                                       | Carrer                                                                    | 2,1 |
| Sortida          | Arcavell, Civís                                | Carretera Local                                                           | 7,5 |
| Sortida          | Duana de la Farga de Moles Duana del Riu Runer | Duana Catalana (Guàrdia Civil) Duana Andorrana (Cos de Policia d'Andorra) | 9   |
| Sortida          | Principat d'Andorra                            | CG-1                                                                      | 9,7 |